# Mimosestes acaciestes
Mimosestes acaciestes är en skalbaggsart som beskrevs av John M. Kingsolver och Johnson 1978. Mimosestes acaciestes ingår i släktet Mimosestes och familjen bladbaggar. Inga underarter finns listade i Catalogue of Life.